# Radějovice
Radějovice är en ort i Tjeckien.   Den ligger i regionen Mellersta Böhmen, i den centrala delen av landet, 19 km sydost om huvudstaden Prag. Radějovice ligger 412 meter över havet och antalet invånare är 204.
Terrängen runt Radějovice är huvudsakligen platt, men söderut är den kuperad. Runt Radějovice är det ganska tätbefolkat, med 108 invånare per kvadratkilometer. Närmaste större samhälle är Prag, 18,7 km nordväst om Radějovice. I omgivningarna runt Radějovice växer i huvudsak blandskog.